# Памятник Касике Мабодамака

Памятник Касике Мабодамака

Памятник Касику Мабодамака — памятник Касику Мабодамака в Исабеле, Пуэрто-Рико. Идея памятника принадлежит Луису Мендесу Тирадо, который задумал в 1998 году спроектировать скульптуру из известняковой породы. Эта скульптура представляла бы собой вождя таино у западного входа в город Исабела. Данная скульптура выступала как часть политической кампании для мэрии и как план социально-экономического и культурного развития баллотировавшегося тогда кандидата, а ныне действующего мэра Изабелы в Пуэрто-Рико.

## История
Местная легенда гласит, что во время продолжающейся битвы с испанскими захватчиками (война между испанцами и таино Сан-Хуан-Борикен, также известная как «Восстание Таино» 1511 года Испано-таинская война Сан-Хуана-Борикена) вождь Касике Мабодомака привел своих людей вверх по реке Гуахатака, и они исчезли в центральном горном хребте Пуэрто-Рико, в то время как другой источник утверждает, что Касике Мабодомака погиб в битве. Ещё одна версия гласит — что он упал со скалы в реку, на дне которой находится золотой кулон, который ещё может быть найден. Независимо от того, как он на самом деле умер, судя по всему, Касик Мабодомака жил жизнью храбрости и самопожертвования ради своего народа, бесстрашно сражаясь, чтобы сохранить свой образ жизни и свою безопасность, которые находились под угрозой со стороны европейских захватчиков.

## В наше время
Данный памятник, с точки зрения стратегии экономического развития, был разработан, чтобы сыграть важную роль в росте индустрии туризма. В культурном отношении он был задуман как способ отдать дань уважения историческому значению наследия таино в Пуэрто-Рико. Эта скульптура, разработанная архитектором Градусом Луисом А. и Мендесом Тирадо в 1998 году, была заказана скульптору Исааку Лабою Монтесума, который реализовал проект в 2002 году.
Эта скульптура была одним из первых проектов, выполненных новой администрацией в начале 2000-х. Сегодня она стала знаковым напоминанием о важности Касика Мабодамака, уважаемого вождя таино в ранней истории Пуэрто-Рико. Проект выражается в визуальном воздействии, пробуждая у посетителей интерес к тому, кем был этот человек и чем он жил. Эта общественная скульптура стала достопримечательностью для местного населения и туристической достопримечательностью для посетителей со всего мира.